# Großer Löffler
Der Große Löffler (ital. Monte Lovello) ist ein 3379 m ü. A.  hoher Berg im Hauptkamm der Zillertaler Alpen. Unmittelbar nördlich vorgelagert ist der Kleine Löffler (3224 m, Lage), unmittelbar südlich liegt mit der Tribbachspitze (auch Trippachspitze, 3271 m) ein weiterer Nebengipfel. Der dominante, pyramidenförmige Berg liegt auf der österreichisch-italienischen Staatsgrenze, genauer auf der Grenze zwischen dem österreichischen Bundesland Tirol und der italienischen Provinz Südtirol. Der Bergname, erstmals um 1840 belegt, ist von dem an seinem Fuß liegenden, wiederum nach seiner Form benannten Löffelkar aufgewandert. Der italienische Name Lovello ist eine phonetische Adaption des deutschen Begriffs und wurde von dem italienischen Nationalisten Ettore Tolomei eingeführt.

## Lage und Umgebung

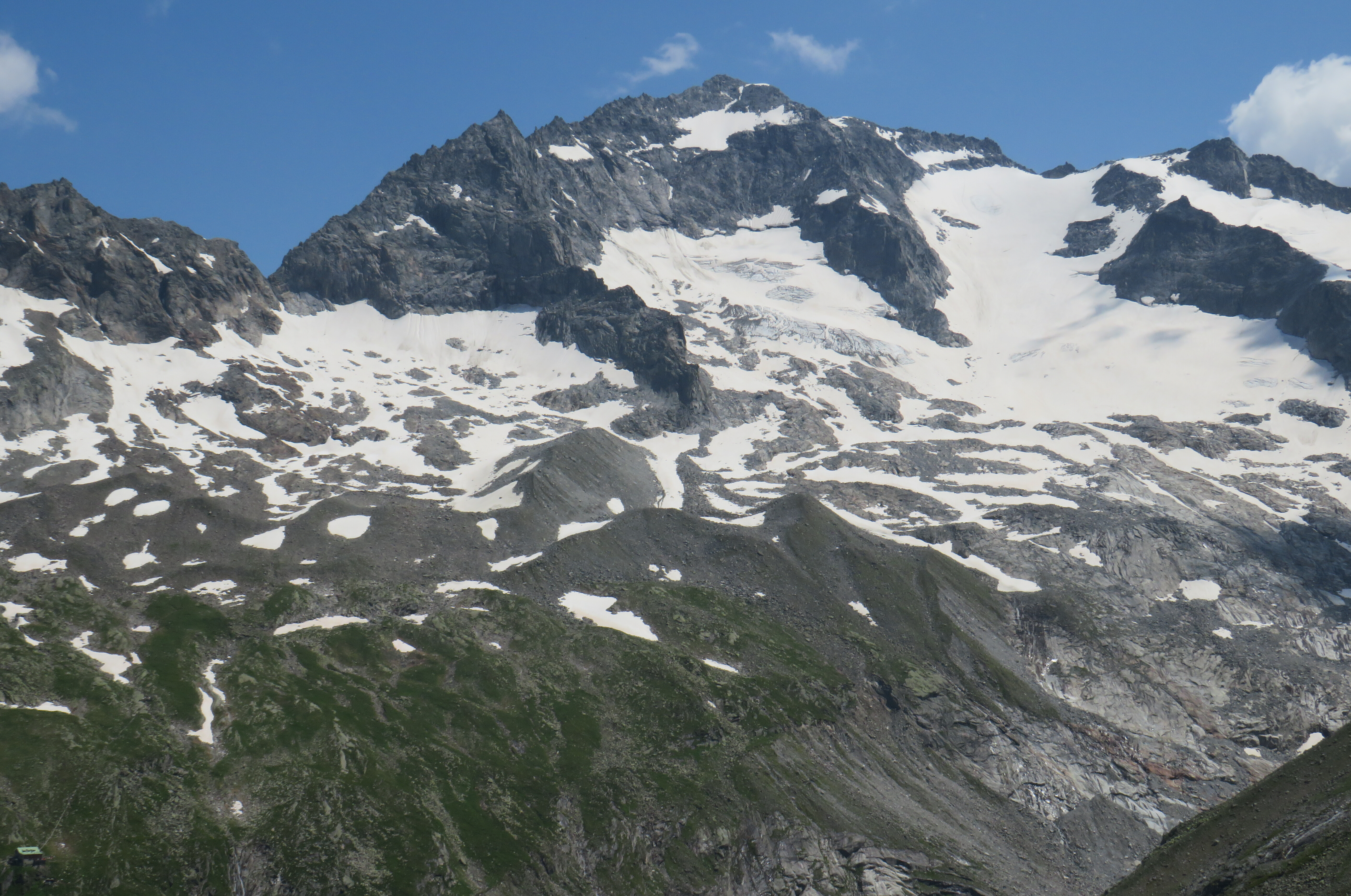
Kleiner (links der Mitte) und Großer Löffler (Mitte) von Nordwesten mit Floitenkees und Greizer Hütte (links unten) mit Normalweg von der Hütte via Floitenkees, rechts oben die Tribbachspitze

Der Große Löffler ist Bestandteil des Zillertaler Hauptkamms, einer dominierenden Bergkette von über 3000 Meter hohen Gipfeln. Im weiteren Verlauf des Hauptkamms sind benachbarte Berge im Südwesten die Östliche Floitenspitze mit 3154 m Höhe und im Osten die Keilbachspitze (3094 m). Gegen Norden löst sich am Vorgipfel des Kleinen Löffler der lange Floitenkamm, der Floitengrund und Stillupgrund voneinander trennt und in dem die Greizer Spitze mit 3010 m Höhe den nächstgelegenen Gipfelpunkt bildet. Richtung Süden zweigt an der vorgelagerten Tribbachspitze ein kurzer Seitenkamm ab, der relativ rasch ins Ahrntal abfällt. 
Der durch seine geografische Dominanz exponierte Felsenberg ist von Gletschern umgeben. Im Norden liegt das Löfflerkees, im Osten das Frankbachkees, im Süden das Tribbachkees und im Westen schließlich das Floitenkees.

## Erstbesteigungen

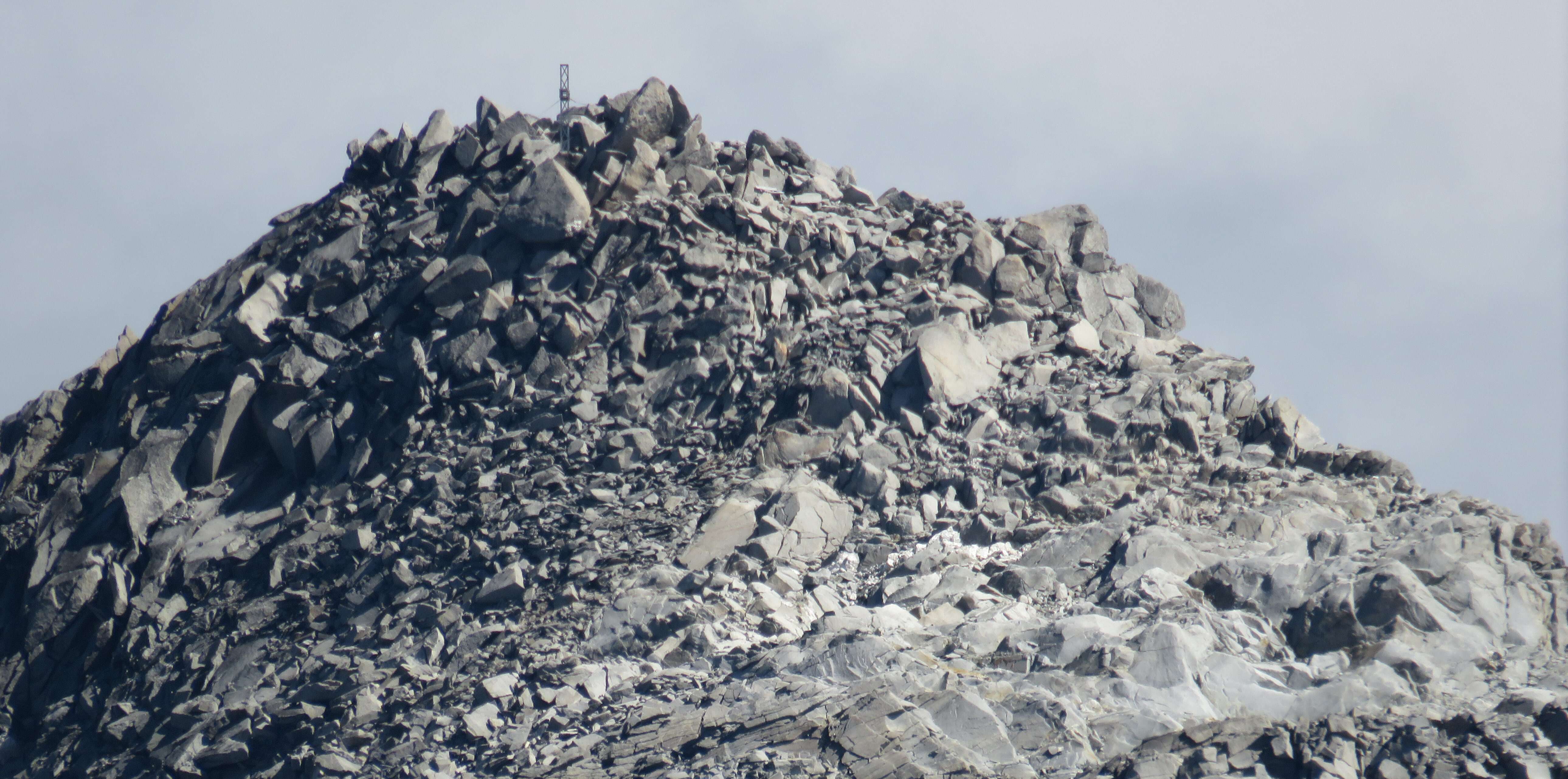
Gipfelaufbau Großer Löffler mit Gipfelkreuz

In der Literatur des frühen 19. Jahrhunderts wurde verbreitet die Ansicht vertreten, dass der Löffler der höchste Berg in Tirol sei.
Zuerst bestiegen wurde der Große Löffler am 12. September 1843 von dem Montanwissenschaftler und Geologen Markus Vincent Lipold mit dem Mayrhofener Gamsjäger Georg Schneider als Bergführer von Ginzling aus durch den Floitengrund über den Südgrat, der bis heute als Normalweg (leichtester Anstieg) angesehen wird. Den nordwestlich vorgelagerten Kleinen Löffler bestiegen am 27. Juni 1893 Oscar Schuster aus Dresden mit dem Führer Heinrich Moser aus Mayrhofen von der Greizer Hütte aus.

## Stützpunkt und leichteste Besteigung

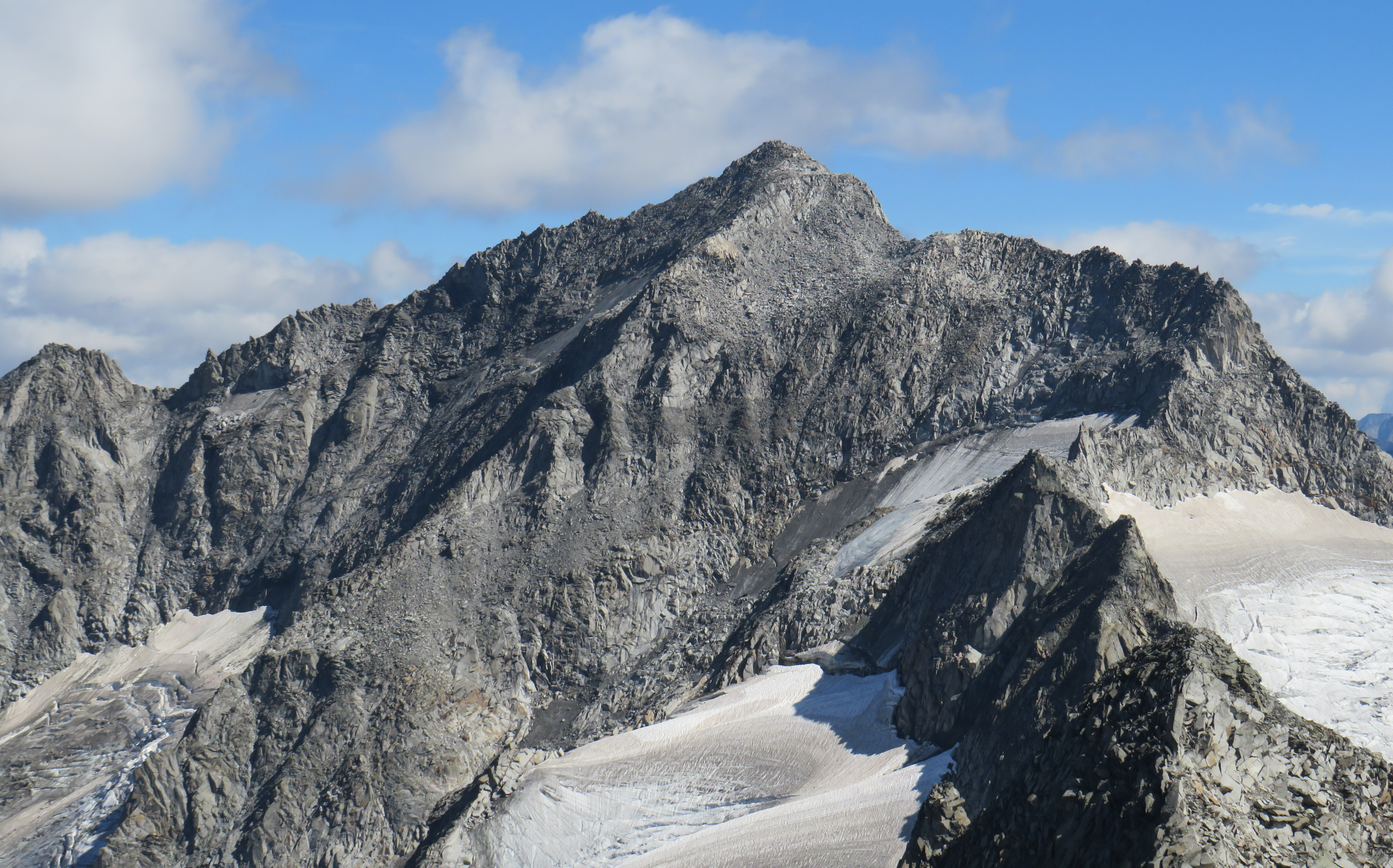
Kleiner Löffler (links) und Großer Löffler (mittig) mit Normalweg, Floitenkees (links, mittig), Tribbachkees (rechts) und Tribbachspitze (mittig rechts)

Als Stützpunkt für die Besteigung über den Normalweg von Norden, den Weg der Erstbesteiger, dient die Greizer Hütte am Ende des Floitengrundes auf 2227 m Höhe. Sie ist von Ginzling aus erreichbar. Von der Hütte aus führt der Weg nach Südosten bis zum spaltenreichen und steilen Floitenkees. Der Weg verläuft zunächst etwa mittig durch den Gletscherkessel aufwärtes, dann in östlicher Richtung südlich unterhalb am Westgrat vorbei. Aufgrund der zunehmenden und deutlich erhöhten Steinschlaggefahr sollte man auf dem Gletscher mit möglichst großem Abstand von den Steilwänden des Westgrates aufsteigen. Im oberen Teil des Gletschers wird die Route immer steiler und aufgrund des Klimawandels ist der Gletscher auch dort im Rückzug, daher ist in diesem Abschnitt ein inzwischen eisfreier Felsriegel zu überwinden wenn dieser nicht mit Schnee bedeckt ist. Am höchsten Punkt des Gletschers zwischen Tribbachspitze und Löffler geht es dann links nördlich vorbei an einem neuen Kreuz über den Südgrat zum Gipfel mit Kreuz in, laut Literatur, leichter Kletterei im UIAA-Schwierigkeitsgrad I in insgesamt 3 bis 4 Stunden Gehzeit. Der Normalweg von Süden führt über eine jochähnliche Senke im Westgrat der Tribbachspitze, die man von der Schwarzensteinhütte oder der Kegelgassenalm über das Tribbachkees erreichen kann. Von hier entweder über den Grat mit Überschreitung der Tribbachspitze oder nordwestlich an dieser vorbei zum Südgrat des Großen Löfflers. Die Südroute ist deutlich anspruchsvoller als der Normalweg von Norden.